# Gullspångsälven
Gullspångsälven (äldre namn Amn) är en omkring 8 kilometer lång älv som rinner från sjön Skagern (69 meter över havet) till Vänern (44 meter över havet). Gullspångsälven utgör gräns mellan Värmland och Västergötland. Skagerns största tillflöde är Letälven, vars största källflöde i sin tur är Svartälven. Svartälvens källor kan därmed räknas som Gullspångsälvens källor, och vattendragets totala längd blir därmed 246 kilometer. Avrinningsområdet är 5044 km², varav 67 % skogsmark, 13 % sjöar, 4 % jordbruksmark, 1 % tätort och 15 % övrig mark (mestadels myrmark). Vid mynningen är medelvattenföringen 62 m³/s samt medelhögvattenföringen 210 m³/s.  Gullspångsälven tillhör Göta älvs huvudavrinningsområde.
Enligt Fiskeriverket leker den rödlistade fisken asp i Gullspångsälven. I Gullspångsälven finns också en typ av lax, gullspångslax, som endast vandrar mellan älven och Vänern. Det som dittills gjorts för att bevara de unika stammarna av Gullspångslax och Gullspångsöring var inte tillräckligt. Därför startade projektet "Rädda Gullspångslaxen" i april 2003.